# St Patrick’s Stream
Der St Patrick’s Stream oder auch Patrick Stream ist ein Nebenarm der Themse in England. Er mündet bei Wargrave in Berkshire in den River Loddon, der selbst wieder in die Themse mündet. Der St Patrick’s Stream zweigt von der Themse nahe der Insel Buck Ait ab.
Man nimmt an, dass der Wasserlauf ursprünglich ein Zufluss der Themse war, der vom River Loddon abzweigte. Als das Shiplake Lock gebaut wurde, stieg der Wasserspiegel jedoch so stark, dass er zu einem Abfluss wurde. Diese Annahme wird durch eine Charta aus dem 13. Jahrhundert gestützt, in der es heißt: „Where the Lodone falls into the Thames under the park of Suninges“. Es geht darum, dass der Wasserlauf Privatbesitz ist und nicht öffentlicher Teil der Themse. Auch ist es die Form des Anschlusses, der eher einen Zufluss als einen Abfluss wahrscheinlich macht.